# 福爾里弗鎮區 (伊利諾伊州拉薩爾縣)
福爾里弗鎮區（英語：Fall River Township）是位於美國伊利諾伊州拉薩爾縣的一個行政鎮區。

## 地方資料
根據2010年美國人口普查的數據，福爾里弗鎮區的面積為54.00平方千米，當中陸地面積為52.30平方千米，而水域面積為1.70平方千米。當地共有人口745人，而人口密度為每平方千米13.8人。